# Dél-Korea az 1976. évi nyári olimpiai játékokon
Dél-Korea a kanadai Montréalban megrendezett 1976. évi nyári olimpiai játékok egyik részt vevő nemzete volt. Az országot az olimpián 5 sportágban 50 sportoló képviselte, akik összesen 6 érmet szereztek.

## Érmesek
| Érem  | Versenyző | Sportág   | Versenyszám        |
| ----- | --- | --------- | ------------------ |
| Arany | Jang Dzsongmo (Yang Jeong-mo) | Birkózás  | Szabadfogás, 62 kg |
| Ezüst | Csang Ungjong (Jang Eun-gyeong) | Cselgáncs | Férfi könnyűsúly   |
| Bronz | Cson Heszop (Jeon Hae-seop) | Birkózás  | Szabadfogás, 52 kg |
| Bronz | Pak Jongcshol (Park Yeong-cheol) | Cselgáncs | Férfi középsúly    |
| Bronz | Cso Dzsegi (Jo Jaegi) | Cselgáncs | Férfi nyílt        |
| Bronz | Nemzeti válogatott Pek Mjongszon (Baek Myeongseon) Pjon Gjongdzsa (Byeon Gyeongja) Csang Hjeszuk (Jang Hye-suk) Cso Hjedzsong (Jo Hye-jeong) Csong Szunok (Jeong Sunok) I Szunbok (Lee Sun-bok) I Szunok (Lee Sun-ok) Ma Kumdzsa (Ma Geum-ja) Pak Migum (Park Mi-geum) Jun Jongne (Yun Yeong-nae) Ju Dzsonghje (Yu Jeong-hye) Ju Gjonghva (Yu Gyeong-hwa) | Röplabda  | Női                |

## Birkózás
Kötöttfogású
| Versenyző                        | Versenyszám | 1. forduló                        | 2. forduló                    | 3. forduló                            | 4. forduló                                | 5. forduló        | 6. forduló        | 7. forduló        | Döntő             | Helyezés    |
| Versenyző                        | Versenyszám | Ellenfél Eredmény                 | Ellenfél Eredmény             | Ellenfél Eredmény                     | Ellenfél Eredmény                         | Ellenfél Eredmény | Ellenfél Eredmény | Ellenfél Eredmény | Ellenfél Eredmény | Helyezés    |
| -------------------------------- | ----------- | --------------------------------- | ----------------------------- | ------------------------------------- | ----------------------------------------- | ----------------- | ----------------- | ----------------- | ----------------- | ----------- |
| I Incshang (Lee In-chang)        | 48 kg       | Sztefan Angelov (BUL) · 6-20      | Dietmar Hinz (GDR) · 12-16    | kiesett                               | kiesett                                   | kiesett           |                   |                   | kiesett           | helyezetlen |
| Pek Szunghjon (Baek Seung-hyeon) | 52 kg       | Julien Mewis (BEL) · kizárták     | Bilal Tabur (TUR) · 9-6       | Antonino Caltabiano (ITA) · kizárták  | Vitalij Konsztantyinyov (URS) · kétvállas | kiesett           |                   |                   | kiesett           | 8.          |
| An Hanjong (An Han-yeong)        | 57 kg       | Szuga Josima (JPN) · 5-6          | Mihai Boţilă (ROU) · 0-8      | kiesett                               | kiesett                                   | kiesett           |                   |                   | kiesett           | helyezetlen |
| Cshö Gjongszu (Choi Gyeong-su)   | 62 kg       | erőnyerő                          | Pekka Hjelt (FIN) · kétvállas | Ion Păun (ROU) · kétvállas            | kiesett                                   | kiesett           | kiesett           | kiesett           | kiesett           | helyezetlen |
| Kim Hemjong (Kim Hae-myeong)     | 68 kg       | Kobajasi Takesi (JPN) · kétvállas | Ştefan Rusu (ROU) · kétvállas | Jacques Van Lancker (BEL) · kétvállas | Andrzej Supron (POL) · kétvállas          | kiesett           | kiesett           |                   | kiesett           | helyezetlen |

Szabadfogású
| Versenyző                     | Versenyszám | 1. forduló                             | 2. forduló                        | 3. forduló                          | 4. forduló                        | 5. forduló                     | 6. forduló                   | Döntő                                                                                             | Helyezés    |
| Versenyző                     | Versenyszám | Ellenfél Eredmény                      | Ellenfél Eredmény                 | Ellenfél Eredmény                   | Ellenfél Eredmény                 | Ellenfél Eredmény              | Ellenfél Eredmény            | Ellenfél Eredmény                                                                                 | Helyezés    |
| ----------------------------- | ----------- | -------------------------------------- | --------------------------------- | ----------------------------------- | --------------------------------- | ------------------------------ | ---------------------------- | ------------------------------------------------------------------------------------------------- | ----------- |
| Kim Hvagjong (Kim Hwa-gyeong) | 48 kg       | Ri Jongnam (Li Yong-Nam) (PRK) · 10-11 | Jorge Frias (MEX) · kétvállas     | Miguel Alonso (CUB) · 38-11         | Sobhan Rouhi (IRI) · kétvállas    | Haszan Iszaev (BUL) · 13-16    |                              | kiesett                                                                                           | 5.          |
| Cson Heszop (Jeon Hae-Seop)   | 52 kg       | Habib Fatah-Gharalar (IRI) · kétvállas | Emille Kitnurse (ISV) · kétvállas | Giuseppe Bognanni (ITA) · kétvállas | Gál Henrik (HUN) · 15-8           | Nermedin Szelimov (BUL) · 10-3 |                              | 2. mérkőzés · Takada Júdzsi (JPN) · kétvállas · 3. mérkőzés · Alekszandr Ivanov (URS) · kétvállas |             |
| Csong Junok (Jeong Yun-Ok)    | 57 kg       | Jeórjiosz Hadziioanídisz (GRE) · 26-28 | Michael Barry (CAN) · 11-9        | Ramezan Kheder (IRI) · 9-24         | kiesett                           | kiesett                        | kiesett                      | kiesett                                                                                           | helyezetlen |
| Jang Dzsongmo (Yang Jeong-Mo) | 62 kg       | Egon Beiler (CAN) · 18-7               | Helmut Strumpf (GDR) · kétvállas  | Vehbi Akdağ (TUR) · 17-6            | Eduard Giray (FRG) · kétvállas    | erőnyerő                       | Gene Davis (USA) · kétvállas | 1. mérkőzés · Zeveg Ojdov (MGL) · 10-8 · Hozott eredmény · Gene Davis (USA) · kétvállas           |             |
| Ko Dzsinvon (Go Jin-Won)      | 68 kg       | Segundo Olmedo (PAN) · kétvállas       | Zsigmond Kelevitz (AUS) · 8-11    | Tsedendambyn Natsagdorj (MGL) · 6-9 | kiesett                           | kiesett                        | kiesett                      | kiesett                                                                                           | helyezetlen |
| Ju Dzsegvon (Yu Jae-Gwon)     | 74 kg       | Kiro Ristov (YUG) · 16-2               | Dan Karabin (TCH) · 6-16          | Brian Renken (CAN) · 12-9           | Date Dzsiicsiró (JPN) · kétvállas | kiesett                        |                              | kiesett                                                                                           | helyezetlen |

## Cselgáncs
| Versenyző                        | Versenyszám  | Csoport | Selejtező         | 32-es főtábla                         | Nyolcaddöntő                | Negyeddöntő              | Elődöntő                      | Vigaszág negyeddöntő | Vigaszág elődöntő             | Bronz- mérkőzés           | Döntő                      | Helyezés |
| Versenyző                        | Versenyszám  | Csoport | Ellenfél Eredmény | Ellenfél Eredmény                     | Ellenfél Eredmény           | Ellenfél Eredmény        | Ellenfél Eredmény             | Ellenfél Eredmény    | Ellenfél Eredmény             | Ellenfél Eredmény         | Ellenfél Eredmény          | Helyezés |
| -------------------------------- | ------------ | ------- | ----------------- | ------------------------------------- | --------------------------- | ------------------------ | ----------------------------- | -------------------- | ----------------------------- | ------------------------- | -------------------------- | -------- |
| Csang Ungjong (Jang Eung-gyeong) | Könnyűsúly   | A       |                   | Erich Pointner (AUT) · GY             | Pakit Santhisiri (THA) · GY | Brad Farrow (CAN) · GY   | Felice Mariani (ITA) · GY     |                      |                               |                           | Héctor Rodríguez (CUB) · V |          |
| I Cshangszon (Lee Chang-Seon)    | Váltósúly    | B       |                   | Wayne Erdman (CAN) · GY               | Roberto Machusso (BRA) · GY | Ezio Gamba (ITA) · GY    | Vlagyimir Nyevzorov (URS) · V |                      |                               | Marian Tałaj (POL) · V    |                            | 5.       |
| Pak Jongcshol (Park Yeong-cheol) | Középsúly    | B       |                   | Bertil Strom (SWE) · visszalépett     | Kiss Endre (HUN) · GY       | Szonoda Iszamu (JPN) · V |                               |                      | Paul Buganey (AUS) · GY       | Fred Marhenke (FRG) · GY  |                            |          |
| Cso Dzsegi (Jo Jae-gi)           | Félnehézsúly | A       | erőnyerő          | Willem Maduro (AHO) · GY              | Ramaz Harsiladze (URS) · V  |                          |                               |                      | Abdoulaye Djiba (SEN) · GY    | David Starbrook (GBR) · V |                            | 5.       |
| Cso Dzsegi (Jo Jae-gi)           | Nyílt        | B       |                   | Mohamed Zouagh (MAR) · nem vett részt | Varga Imre (HUN) · GY       | Keith Remfry (GBR) · V   |                               |                      | Günther Neureuther (FRG) · GY | Jorge Portelli (ARG) · GY |                            |          |

## Ökölvívás
| Versenyző                         | Versenyszám  | Selejtező                          | 32-es főtábla                    | Nyolcaddöntő                       | Negyeddöntő                 | Elődöntő          | Döntő             | Helyezés |
| Versenyző                         | Versenyszám  | Ellenfél Eredmény                  | Ellenfél Eredmény                | Ellenfél Eredmény                  | Ellenfél Eredmény           | Ellenfél Eredmény | Ellenfél Eredmény | Helyezés |
| --------------------------------- | ------------ | ---------------------------------- | -------------------------------- | ---------------------------------- | --------------------------- | ----------------- | ----------------- | -------- |
| Pak Cshanhi (Park Chan-Hui)       | Papírsúly    |                                    | Abderrahim Najm (MAR) · kizárták | Ali Canay (TUR) · 5-0              | Jorge Hernández (CUB) · 2-3 | kiesett           | kiesett           | 5.       |
| Kim Dzsongcshol (Kim Jeong-Cheol) | Légsúly      | Somchai Putapibarn (THA) · 5-0     | Georgi Kosztadinov (BUL) · 0-5   | kiesett                            | kiesett                     | kiesett           | kiesett           | 16.      |
| Hvang Csholszun (Hwang Cheol-Sun) | Harmatsúly   | Athanásziosz Huliárasz (GRE) · 5-0 | Tumat Sogolik (PNG) · KO         | Orlando Martínez (CUB) · 3-2       | Charles Mooney (USA) · 0-5  | kiesett           | kiesett           | 5.       |
| Cshö Cshungil (Choi Chung-Il)     | Pehelysúly   | erőnyerő                           | Pinit Boonjoung (THA) · RSC      | Clarence Robinson (JAM) · kizárták | Juan Paredes (MEX) · 1-4    | kiesett           | kiesett           | 5.       |
| Pak Thesik (Park Tae-Sik)         | Kisváltósúly | erőnyerő                           | Vladimir Kolev (BUL) · 0-5       | kiesett                            | kiesett                     | kiesett           | kiesett           | 17.      |
| Kim Dzsuszok (Kim Ju-Seok)        | Váltósúly    | Marcelino Garcia (ISV) · KO        | Szeki Josifumi (JPN) · kizárták  | kiesett                            | kiesett                     | kiesett           | kiesett           | 17.      |

## Röplabda

### Férfi
| Dél-koreai férfi röplabdacsapat-játékoskeret | Dél-koreai férfi röplabdacsapat-játékoskeret |
| --- | --- |
| - Kang Manszu (Gang Man-Su) - Im Hodam (Im Ho-Dam) - Cson Mungjong (Jeong Mun-Gyeong) - Cso Dzsehak (Jo Jae-Hak) - Kim Cshunghan (Kim Chung-Han) - Kim Gonbong (Kim Geon-Bong) | - I Cshunphjo (Lee Chun-Pyo) - I Hivon (Lee Hui-Won) - I In (Lee In) - I Jonggvan (Lee Yong-Gwan) - I Szonggu (Lee Seon-Gu) - Pak Kivon (Park Gi-Won) |

#### Eredmények
Csoportkör
A csoport
|                     |      | Mérkőzések | Mérkőzések | Szettek | Szettek | Szettek | Pontok | Pontok | Pontok |
| Csapat              | Pont | Gy         | V          | Sz+     | Sz–     | SzA     | P+     | P–     | PA     |
| ------------------- | ---- | ---------- | ---------- | ------- | ------- | ------- | ------ | ------ | ------ |
| Lengyelország (POL) | 8    | 4          | 0          | 12      | 5       | 2,400   | 235    | 172    | 1,366  |
| Kuba (CUB)          | 7    | 3          | 1          | 11      | 4       | 2,750   | 208    | 142    | 1,465  |
| Csehszlovákia (TCH) | 6    | 2          | 2          | 8       | 7       | 1,143   | 182    | 177    | 1,028  |
| Dél-Korea (KOR)     | 5    | 1          | 3          | 6       | 9       | 0,667   | 146    | 187    | 0,781  |
| Kanada (CAN)        | 4    | 0          | 4          | 0       | 12      | 0,000   | 88     | 181    | 0,486  |

| 1976. július 18. 15:00 | Lengyelország (POL)             | 3 – 2 | Dél-Korea (KOR) |  |
| 1976. július 18. 15:00 | (12–15, 6–15, 15–6, 15–6, 15–5) |       |                 |  |

| 1976. július 21. 21:00 | Dél-Korea (KOR)    | 3 – 0 | Kanada (CAN) |  |
| 1976. július 21. 21:00 | (15–7, 15–5, 15–8) |       |              |  |

| 1976. július 23. 13:00 | Kuba (CUB)         | 3 – 0 | Dél-Korea (KOR) |  |
| 1976. július 23. 13:00 | (15–4, 15–5, 15–6) |       |                 |  |

| 1976. július 25. 13:00 | Dél-Korea (KOR)           | 1 – 3 | Csehszlovákia (TCH) |  |
| 1976. július 25. 13:00 | (9–15, 9–15, 16–14, 5–15) |       |                     |  |

Az 5–8. helyért
| 1976. július 26. 19:30 | Dél-Korea (KOR)                  | 3 – 2 | Brazília (BRA) |  |
| 1976. július 26. 19:30 | (15–12, 12–15, 7–15, 15–6, 15–5) |       |                |  |

Az 5. helyért
| 1976. július 27. 20:20 | Csehszlovákia (TCH)       | 3 – 1 | Dél-Korea (KOR) |  |
| 1976. július 27. 20:20 | (15–9, 10–15, 15–2, 15–9) |       |                 |  |

| Csapat          | Helyezés |
| --------------- | -------- |
| Dél-Korea (KOR) | 6.       |

### Női
| Dél-koreai női röplabdacsapat-játékoskeret | Dél-koreai női röplabdacsapat-játékoskeret |
| --- | --- |
| - Pek Mjongszon (Baek Myeongseon) - Pjon Gjongdzsa (Byeon Gyeongja) - csang Hjeszuk (Jang Hye-suk) - Cso Hjedzsong (Jo Hye-jeong) - Csong Szunok (Jeong Sunok) - I Szunbok (Lee Sun-bok) | - I Szunok (Lee Sun-ok) - Ma Kumdzsa (Ma Geum-ja) - Pak Migum (Park Mi-geum) - Jun Jongne (Yun Yeong-nae) - Ju Dzsonghje (Yu Jeong-hye) - Ju Gjonghva (Yu Gyeong-hwa) |

#### Eredmények
Csoportkör
B csoport
|                   |      | Mérkőzések | Mérkőzések | Szettek | Szettek | Szettek | Pontok | Pontok | Pontok |
| Csapat            | Pont | Gy         | V          | Sz+     | Sz–     | SzA     | P+     | P–     | PA     |
| ----------------- | ---- | ---------- | ---------- | ------- | ------- | ------- | ------ | ------ | ------ |
| Szovjetunió (URS) | 6    | 3          | 0          | 9       | 4       | 2,250   | 186    | 137    | 1,358  |
| Dél-Korea (KOR)   | 5    | 2          | 1          | 7       | 7       | 1,000   | 179    | 171    | 1,047  |
| Kuba (CUB)        | 4    | 1          | 2          | 6       | 7       | 0,857   | 150    | 168    | 0,893  |
| NDK (GDR)         | 3    | 0          | 3          | 5       | 9       | 0,556   | 144    | 183    | 0,787  |

| 1976. július 20. 15:30 | Dél-Korea (KOR)             | 1 – 3 | Szovjetunió (URS) |  |
| 1976. július 20. 15:30 | (14–16, 15–12, 2–15, 14–16) |       |                   |  |

| 1976. július 22. 19:30 | NDK (GDR)                         | 2 – 3 | Dél-Korea (KOR) |  |
| 1976. július 22. 19:30 | (15–5, 15–11, 14–16, 2–15, 13–15) |       |                 |  |

| 1976. július 24. 15:30 | Dél-Korea (KOR)                   | 3 – 2 | Kuba (CUB) |  |
| 1976. július 24. 15:30 | (14–16, 15–4, 15–8, 13–15, 15–10) |       |            |  |

Elődöntő
| 1976. július 29. 15:00 | Japán (JPN)         | 3 – 0 | Dél-Korea (KOR) |  |
| 1976. július 29. 15:00 | (15–13, 15–6, 15–5) |       |                 |  |

Bronzmérkőzés
| 1976. július 30. 13:00 | Dél-Korea (KOR)             | 3 – 1 | Magyarország (HUN) |  |
| 1976. július 30. 13:00 | (12–15, 15–12, 15–10, 15–6) |       |                    |  |

| Csapat          | Helyezés |
| --------------- | -------- |
| Dél-Korea (KOR) |          |

## Sportlövészet
Nyílt
| Versenyző                         | Versenyszám          | Pont | Helyezés |
| --------------------------------- | -------------------- | ---- | -------- |
| Pak Csonggil (Park Jong-Gil)      | Gyorstüzelő pisztoly | 587  | 15.      |
| Cshö Cshungszok (Choi Chung-Seok) | Sportpuska, fekvő    | 583  | 57.      |
| I Gjun (Lee Gyun)                 | Sportpuska, fekvő    | 581  | 64.      |
| Pak Togun (Park Do-Geun)          | Skeet                | 172  | 61.      |
| I Szunggjun (Lee Seung-Gyun)      | Skeet                | 191  | 22.      |